# Ikuo Sakurai
Ikuo Sakurai (Japans: 櫻井郁雄, Sakurai Ikuo, circa 1955) is een Japanse contrabassist in de jazz.
Ikuo Sakurai werkte vanaf de jaren 70 in de Japanse jazzscene. Zijn eerste opnames maakte hij in 1978 met saxofonist Mabumi Yamaguchi (Leeward). In de jaren 80 was hij lid van het trio van Fumio Karashima, hij is te horen op diens albumsRound Midnight (1983, met Larry Coryell), I Used to Be Alone (1984), Joy (1989) en I Love You (1991, met Masahiro Fujioka en Toshihiko Inoue). 
Daarnaast speelde hij in die tijd met Takashi Furuya, Tamami Koyake, Masami Nakagawa, Hiroko Kokubu, Mari Nakamoto, Masami Nakagawa en Hidefumi Toki. In de jaren 90 vormde hij met Hideo Ichikawa en Masahiko Togashi het Spirits Trio (album Jazz, 1994). In de jazz was hij tussen 1978 en 1996 betrokken bij 21 opnamesessies.